# Клан Мав
Клан Мав (шотл. — Clan Mow) — клан Молле — один з кланів рівнинної частини Шотландії — Лоулендсу. На сьогодні клан Мав не має визнаного герольдами Шотландії та лордом Лева вождя, тому називається в Шотландії «кланом зброєносців».
Гасло клану: Post Funera Faenus - Цікавлюсь тільки тим, що буде після смерті (лат.)
Символ клану: палаючий фенікс

## Історія клану Мав

### Походження клану Мав
Назва клану Мав має територіальне походження. Назва виникла від назви місцевості Молле, що потім стала називатися Мав. Ця місцевість розташована в приході Моребаттл в Роксбургширі. З цієї місцевості в давнину у 1100 - 1200 роках пішло чимало шляхетних людей, що називалися де Молле. Але чи всі ці люди походять з одного клану - це питання лишається відкритим.

### XII століття
Люлф де Молле жив в часи правління королів Шотландії Олександра І та Девіда І. У цей час його син Ухтред володів містом Молле і був покровителем церкви Молле у 1152 році. У цей же час церква Молле разом з сусідніми землями та пасовищами були даровані монахам Келсо Віктором — сином Люлфа. Цей дар був підтверджений Гербертом Селкірком, єпископом Глазго та королем Малкольмом IV у 1159 - 1190 роках. Ансельм де Молле, відомий як Віттун дарував абатству Келсо землі. У 1170 році король Вільям підтвердив грамотою право абатства Келсо володіти цими землями. У 1180 році Галфрід Рідел теж дарував абатству Келсо землі, що засвідчив Генрі де Молле.
У 1177 році леді Есхіна де Молле, що була відома як Есхіна де Лондоніс  успадкувала володіння Ухтред. Вона була вдруге одружена з Генрі Молле. У них було чотири дочки: Маргарет, Есхіна, Авіція, Сесілія. Коли Сесілія померла лінія прямих нащадків цього роду вимерла.

### XV - XVI століття
Джон Мав отримав від короля Шотландії Джеймса IV землі в 1490 році, ті ж землі, що володів ними колись його брат - Роберт Мав.
У 1534 році Роберт Мав оселився в місті Абердин, фігурував під час судових процесів які стосувались клану Мав.
Лерд Мав був убитий в битві під Редесвайр 7 липня 1575 року. Це була остання велика битва між королівствами Англія та Шотландія і яка закінчилась перемогою шотландської армії.
Ще один вождь клану Мав - Олександр Мав приносив дари монастирю Данфермлін у 1555 році. Джеймса Мав викликали в 1566 році до Таємної ради. У 1567 році інший Роберт Мав був орендарем абатства Келсо.

### XVII - XVIII століття
У 1603 році Джон Мав був жителем міста Елгін, в графстві Морея і був бардом.
У місті Данді жив Джон мав у 1628 році - можливо той же і був відомим музикою та піснярем.
11 серпня 1789 року лорд Джон Мав разом зі своїм братом лордом Вільям Мав звернулись з проханням змінити прізвище Мав на стародавню форму їхнього прізвища - Молле.